# Cindy Schwulst
Cindy Schwulst (1991) es una deportista sudafricana que compitió en triatlón. Ganó una medalla de bronce en el Campeonato Africano de Triatlón de 2016.

## Palmarés internacional
| Campeonato Africano | Campeonato Africano      | Campeonato Africano | Campeonato Africano |
| Año                 | Lugar                    | Medalla             | Prueba              |
| ------------------- | ------------------------ | ------------------- | ------------------- |
| 2016                | Buffalo City (Sudáfrica) | Medalla de bronce   | Individual          |